# Мише Анчев
Михаил (Мише) Костов Анчев е български революционер, деец на Вътрешната македоно-одринска революционна организация.

## Биография
Мише Анчев е роден в град Щип, тогава в границите на Османската империя. Родителите му емигрират в Свободна България и Анчв завършва Педагогическото училище в Кюстендил и учителски курсове в София. Работи като български прогимназиален учител в Щип. Влиза във ВМОРО. През 1899 година е избран за член на околийския революционен комитет.
Участва в Първата световна война. След войната работи във Военното министерство, а по-късно става печатар. Подпомага Йосиф Хербст при издаването на вестник „АБВ“.
Убит е през 1925 година, в ареста на полицейски участък по време на априлските събития, след атентата в църквата „Света Неделя“.
Негова дъщеря е комунистката Свобода Анчева.